# Belper Lane End
Belper Lane End – wieś w Anglii, w hrabstwie Derbyshire, w dystrykcie Amber Valley.